# 湯洛雯
湯洛雯（英語：Roxanne Tong Lok Man，1987年5月6日—），香港女演員、主持及模特兒，現為無綫電視經理人合約藝員。

## 簡歷

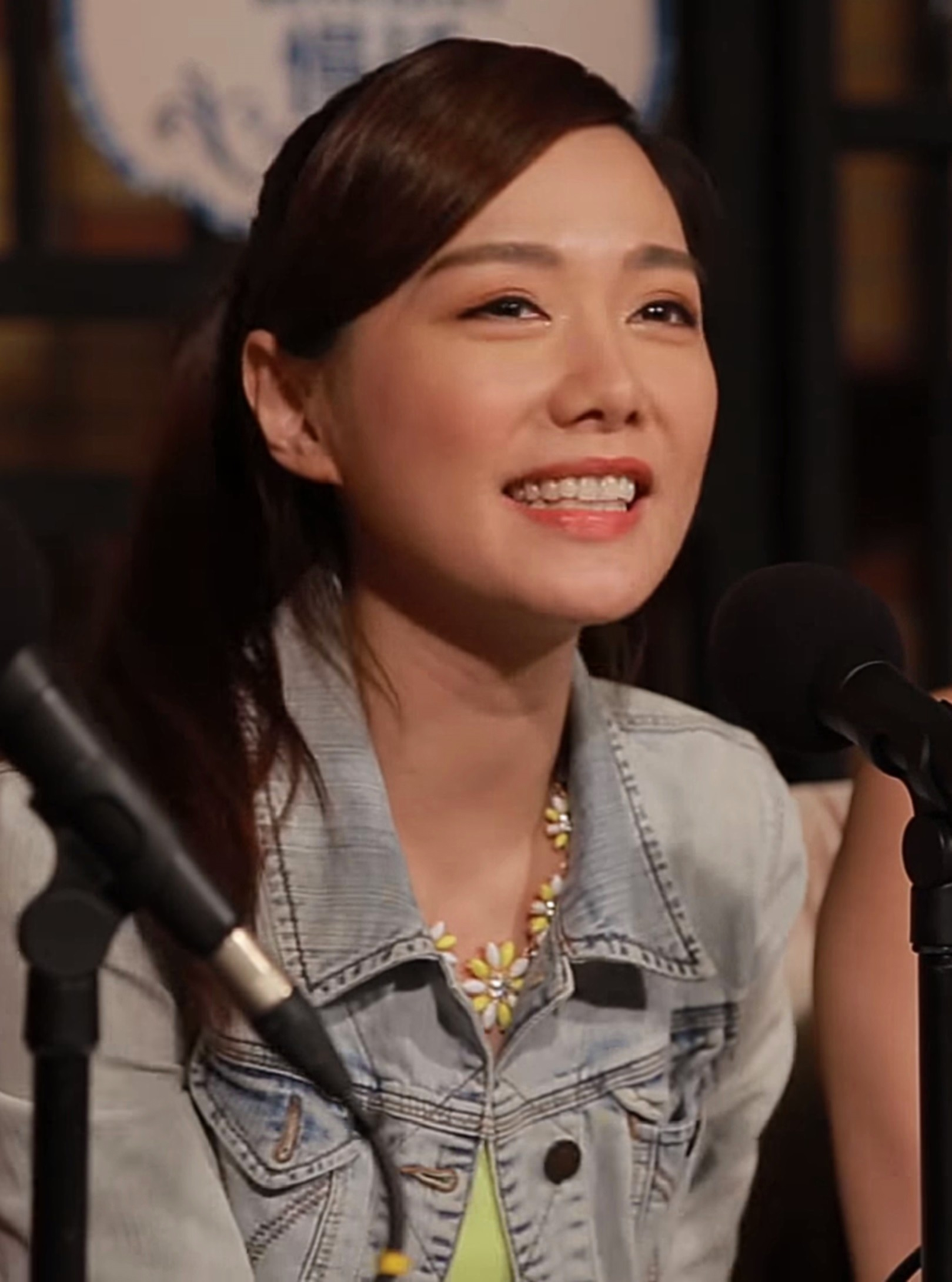
擔任DBC數碼電台《說得出的慢活》嘉賓

湯洛雯是前亞視藝員湯鎮宗的女兒和前無綫當家小生湯鎮業的姪女，有一名比自己小十年的胞妹湯樂瑤。她早年在新界大埔滘長大，曾就讀聖保祿天主教小學和聖保祿中學，中五後被父親送往英國獨立生活，以及升讀倫敦大學學院（主修心理學）。2012年，她簽約成為「PRIMO Management Ltd」旗下平面模特兒。同年5月，她透過網上報名參加《2012年度香港小姐競選》，並獲得「旅遊大使獎」、「美麗昇華大使獎」及「現場最受歡迎佳麗奬」三個獎項，亦為當年港姐冠軍的熱門人選之一，但於六強止步。其後加入無綫電視成為旗下經理人合約藝員。
2013年，湯洛雯在處境劇集《愛·回家》裡飾演「李思思」一角而逐漸為人熟悉。2014年，她在內地綜藝節目《我不是明星》中透露和妹妹於澳洲考獲水肺潛水執照，而在總決賽期間也以歌手身份與洪天祥同奪殿軍，惟未能得到獎牌；同年還加入綜藝節目《學是學非》主持陣容。2016年，她在劇集《完美叛侶》中飾演見習律師「王曉欣（Haley）」，演出獲觀眾關注。2017年，她在劇集《燦爛的外母》裏飾演「司徒嵐」一角，並獲得《星和無綫電視大獎2017》「TVB 最佳新人」獎，以及在《TVB 馬來西亞星光薈萃頒獎典禮2017》及《萬千星輝頒獎典禮2017》獲多個提名。
2019年農曆新年，湯洛雯與一眾《學是學非》主持合資共六位數字，在觀塘年宵市場擺攤檔兼進行慈善買賣，並親自設計五套應節賀年潮物，將所得惠顧款項以不扣除成本形式，全數捐予學生輔導會「荷蘭宿舍」。同年4月，黃心穎因「安心偷食事件」而被刪去其在劇集《法證先鋒IV》的所有戲份，湯洛雯於同年6至7月接演其角色「徐意」及重拍相關戲份。此劇於2020年初播出，其演出再度獲得關注。另外，她曾為前無線電視監製歐耀興及關樹明的常用藝人，近年成為無綫電視監製文偉鴻、黃偉聲、王心慰及王偉仁的常用演員。

## 圈中好友
湯洛雯連同朱千雪、蔣家旻、岑杏賢及張嘉兒份屬好友，五人獲傳媒封為「2Line黨」。此外，由於她曾擔任《學是學非》主持，所以跟李佳芯、梁嘉琪、麥美恩、黃心穎、張秀文、馮盈盈、張寶兒、劉穎鏇、鄺潔楹及何依婷皆屬好友。

## 感情生活
湯洛雯曾與演員羅天宇交往4年，兩人戀情始於2014年，因傳媒於2018年3月揭發雙方已經分開，她才透過Instagram發文承認分手，並稱希望保持低調而沒有向外披露。
2020年6月12日，湯洛雯和馬國明被發現在紅磡約會，翌日再於Instagram上互相公開戀情。2023年1月1日，兩人於社交平台宣布訂婚。2023年12月，兩人在泰國蘇梅島完婚。

## 演出作品

### 電視劇
| 首播          | 劇名                 | 角色                |
| 無綫電視      |                      |                     |
| 2012 - 2015年 | 愛·回家              | 李思思              |
| 2015年        | 東坡家事             | 嫣 紅               |
| 2015年        | 刀下留人             | 新 月               |
| 2016年        | 潮流教主             | 阮芳芳              |
| 2016年        | 火線下的江湖大佬     | 蘇佑琳（青年）      |
| 2016年        | 愛·回家之八時入席    | 邱慧茵（Emma、Yan） |
| 2016年        | 完美叛侶             | 王曉欣（Haley）     |
| 2016年        | 城寨英雄             | 幗（Connie）        |
| 2017年        | 與諜同謀             | 鄒珮瑜（Amber）     |
| 2017年        | 心理追兇 Mind Hunter | 曾秀怡（Icy）       |
| 2017年        | 同盟                 | 羅皓雯（Kelly）     |
| 2017年        | 燦爛的外母           | 司徒嵐（嵐嵐）      |
| 2018年        | 翻生武林             | 艾冰冰              |
| 2018年        | 逆緣                 | 廖瑞芳              |
| 2018年        | 逆緣                 | 潘曉琳              |
| 2018年        | 再創世紀             | 阮令翹（Alice）     |
| 2019年        | 婚姻合伙人           | 郎朝信              |
| 2019年        | 包青天再起風雲       | 龐金枝              |
| 2019年        | 丫鬟大聯盟           | 月 皎／莫小翠       |
| 2020年        | 法證先鋒IV           | 徐 意（Chris）      |
| 2020年        | 機場特警             | 余安娜（Nana）      |
| 2021年        | 失憶24小時           | 藍海晴（Yan）       |
| 2021年        | 一笑渡凡間           | 蘇 柔               |
| 2022年        | 金宵大廈2            | 黎倩儀（Miss Lai）  |
| 2022年        | 雙生陌生人           | 俞 風（風姐姐）     |
| 2023年        | 隱門                 | 楊忻曉（Dawn）      |
| 2025年        | 富貴千團             | 杜綺琪（Katty）     |

### 電影
| 首映   | 電影名   | 角色  |
| 2022年 | 忽然心動 | 甜 甜 |

### 綜藝節目
| 首播            | 節目名                         | 備註                                                  |
| 浙江衛視        |                                |                                                       |
| 2014年          | 我不是明星                     | 第五季                                                |
| 無綫電視        |                                |                                                       |
| 2013-2016年     | 姊妹淘                         | 第二輯 第82、211 、213、304、396、398、587、588集嘉賓 |
| 2014年          | 安樂蝸                         | 第203集嘉賓                                           |
| 2015年          | 民峰而至                       | 第19集嘉賓                                            |
| 2015年          | 食平3D                         | 第30集嘉賓                                            |
| 2015年          | 超強選擇1分鐘                  | 第8集嘉賓                                             |
| 2015年          | 今日VIP                        | 9月4日嘉賓                                            |
| 2015年          | 活得健康嗎？                   | 第8集嘉賓                                             |
| 2015年          | 兄弟幫                         | 第1457、1458集嘉賓                                    |
| 2016年          | 今日VIP                        | 1月1日嘉賓                                            |
| 2016年          | 2016年國際中華小姐競選         | 華麗評判團                                            |
| 2016年          | Do姐有問題                     | 第15集嘉賓                                            |
| 2016年          | 男人食堂                       | 第11集嘉賓                                            |
| 2016年          | Sunday好戲王                   | 第23、25集嘉賓                                        |
| 2017年          | 新春開運王                     | 第二輯 第9集嘉賓                                      |
| 2017年          | 群星拱照Big Big Channel        | 嘉賓                                                  |
| 2017年          | 流行經典50年                   | 嘉賓                                                  |
| 2017年          | 今日VIP                        | 8月28日嘉賓                                           |
| 2017年          | big big channel 失驚無神賀中秋 | 演出嘉賓                                              |
| 2017年          | 終極街頭魔法王                 | 第10集嘉賓                                            |
| 2017年          | 2017 TVB節目巡禮星光晚宴       | 嘉賓                                                  |
| 2018年          | 人生有幾多個福祿壽             | 嘉賓                                                  |
| 2018年          | 新春開運王                     | 第三輯 第4集嘉賓                                      |
| 2018年          | 深夜美食團 真的愛我媽          | 嘉賓                                                  |
| 2018年          | 美女廚房                       | 參賽者                                                |
| 2018年          | big big channel大公司周年慶    | 演出                                                  |
| 2018年          | 兄弟大茶飯                     | 第1集嘉賓                                             |
| 2018年          | 2018年度香港小姐競選           | 星級評判團成員                                        |
| 2018年          | TVB 50+1周年再出發             | 演出嘉賓                                              |
| 2018年          | TVB 50+1再出發節目巡禮2019     | 嘉賓                                                  |
| 2019年          | 2019國際中華小姐競選           | 評判團成員                                            |
| 2019年          | 2019年度香港小姐競選           | 評判團成員                                            |
| 2019年          | 跨跨跨世代                     | 演出第4集                                             |
| 2019年          | 香港唱好演唱會                 | 演出嘉賓                                              |
| 2019年          | 長命不老                       | 第13集嘉賓                                            |
| 2019年          | 娛樂大家                       | 第二輯 第5集嘉賓                                      |
| 2019年          | Do姐有問題                     | 第三輯 第9集嘉賓                                      |
| 2019年          | 珍惜香港 發放娛樂 TVB 52年     | 演出嘉賓                                              |
| 2020年          | 天天開運王                     | 第11集嘉賓                                            |
| 2020年          | 流行經典50年                   | 第2集嘉賓                                             |
| 2020年          | 娛樂大家10點半                 | 第8集嘉賓                                             |
| 2020年          | Do姐有問題                     | 第四輯 第27集嘉賓                                     |
| 2021年          | 天天開運王                     | 第二輯 第2集嘉賓                                      |
| 2021年          | 你又估我唔到                   | 第1集嘉賓                                             |
| 2021年          | 師父有請                       | 第1集嘉賓                                             |
| 2021年          | 狗狗診療所                     | 第9集嘉賓                                             |
| 2021年          | 開心大綜藝                     | 第6集嘉賓                                             |
| 2021年          | 醫醫，我不想再病了             | 第7集嘉賓                                             |
| 2021年          | 麻雀鬥室三決一                 | 第1、2集嘉賓                                          |
| 2021年          | 讀心專家                       | 第10集嘉賓                                            |
| big big channel |                                |                                                       |
| 2017年          | 美女廚房                       | 演出                                                  |

### 主持節目
| 首播          | 節目名               | 備註                                                                 |
| 無綫電視      |                      |                                                                      |
| 2013年        | 走過浮華大地         | 與洪永城及黃翠如合作                                                 |
| 2014 - 2015年 | 學是學非（第二輯）   | 與梁嘉琪、李佳芯、麥美恩、張秀文及黃心穎合作                         |
| 2015年        | 學是學非（第三輯）   | 與梁嘉琪、李佳芯、麥美恩、張秀文及黃心穎合作                         |
| 2016年        | 學是學非（第四輯）   | 與梁嘉琪、李佳芯、麥美恩、張秀文及黃心穎合作                         |
| 2017 - 2018年 | 學是學非（第五輯）   | 與梁嘉琪、麥美恩、張秀文、馮盈盈、張寶兒、劉穎鏇、鄺潔楹及黃心穎合作 |
| 2018年        | 學是學非（第六輯）   | 與梁嘉琪、麥美恩、張秀文、馮盈盈、張寶兒、劉穎鏇、鄺潔楹及何依婷合作 |
| 2018年        | 3日2夜               | 第二輯 第37 - 39集（與朱千雪合作）                                   |
| 2019年        | 新春開運王（第四輯） | 與薛家燕、黃祥興、麥玲玲、李丞責及李居明合作                         |
| 2019年        | 3日2夜               | 第三輯 第13 - 16集（與羅天宇合作）                                   |

### 電台節目
- 2015年12月26日：商業電台叱咤903《公子會》（嘉賓）

## 曾獲獎項及提名
| 年份   | 獎項                                                             | 作品                                                                              | 結果             |
| 2012年 | 2012年度香港小姐競選 旅遊大使獎                                  | 不適用                                                                            | 獲獎             |
| 2012年 | 2012年度香港小姐競選 美麗昇華大使獎                              | 不適用                                                                            | 獲獎             |
| 2012年 | 2012年度香港小姐競選 現場最受歡迎佳麗奬                          | 不適用                                                                            | 獲獎             |
| 2015年 | 萬千星輝頒獎典禮2015 最佳節目主持                                | 《學是學非》 （與李佳芯、梁嘉琪、黃心穎、麥美恩、張秀文）                         | 提名             |
| 2016年 | TVB 馬來西亞星光薈萃頒獎典禮2016 最喜愛 TVB 飛躍進步女藝員       | 《潮流教主》 《火線下的江湖大佬》 《完美叛侶》 《城寨英雄》 《愛·回家之八時入席》 | 提名             |
| 2016年 | 萬千星輝頒獎典禮2016 最佳女配角                                  | 《完美叛侶》                                                                      | 提名             |
| 2017年 | 星和無綫電視大獎2017 TVB 最佳新人                                | 不適用                                                                            | 獲獎             |
| 2017年 | 星和無綫電視大獎2017 我最愛 TVB 女配角                           | 《燦爛的外母》                                                                    | 提名             |
| 2017年 | TVB 馬來西亞星光薈萃頒獎典禮2017 最喜愛 TVB 女配角               | 《燦爛的外母》                                                                    | 提名             |
| 2017年 | TVB 馬來西亞星光薈萃頒獎典禮2017 最喜愛 TVB 飛躍進步女藝員       | 《與諜同謀》 《心理追兇 Mind Hunter》 《燦爛的外母》                              | 提名（最後三強） |
| 2017年 | TVB 馬來西亞星光薈萃頒獎典禮2017 最喜愛 TVB 熒幕情侶（與黎諾懿） | 《燦爛的外母》                                                                    | 提名             |
| 2017年 | TVB 馬來西亞星光薈萃頒獎典禮2017 最喜愛 TVB 電視角色             | 《燦爛的外母》                                                                    | 提名             |
| 2017年 | 萬千星輝頒獎典禮2017 最受歡迎電視女角色                          | 《燦爛的外母》                                                                    | 提名             |
| 2017年 | 萬千星輝頒獎典禮2017 飛躍進步女藝員                              | 《與諜同謀》 《心理追兇 Mind Hunter》 《燦爛的外母》 《學是學非》                 | 提名             |
| 2017年 | 萬千星輝頒獎典禮2017 最佳節目主持                                | 《學是學非》（與麥美恩、梁嘉琪、馮盈盈、劉穎鏇、張寶兒）                          | 提名             |
| 2018年 | 萬千星輝頒獎典禮2018 新加坡最喜愛 TVB 女主角                     | 《翻生武林》                                                                      | 提名             |
| 2018年 | 萬千星輝頒獎典禮2018 馬來西亞最喜愛 TVB 女主角                   | 《翻生武林》                                                                      | 提名             |
| 2018年 | 萬千星輝頒獎典禮2018 飛躍進步女藝員                              | 《再創世紀》 《逆緣》 《翻生武林》 《學是學非》                                   | 提名             |
| 2018年 | 2018香港電視大獎 節目主持人獎（页面存档备份，存于）              | 不適用                                                                            | 提名             |
| 2019年 | 萬千星輝頒獎典禮2019 最佳女主角                                  | 《丫鬟大聯盟》                                                                    | 提名             |
| 2019年 | 萬千星輝頒獎典禮2019 飛躍進步女藝員                              | 《婚姻合伙人》 《包青天再起風雲》 《丫鬟大聯盟》 《新春開運王》 《跨跨跨世代》    | 提名（最後兩強） |
| 2020年 | 萬千星輝頒獎典禮2020 最佳女主角                                  | 《機場特警》                                                                      | 提名             |
| 2020年 | 萬千星輝頒獎典禮2020 馬來西亞最喜愛 TVB 女主角                   | 《機場特警》                                                                      | 提名             |
| 2020年 | 萬千星輝頒獎典禮2020 最佳女配角                                  | 《法證先鋒IV》                                                                    | 提名             |
| 2020年 | 2020年度YAHOO！搜尋人氣大獎 圖片搜尋次數的最多香港女藝人         | 不適用                                                                            | 獲獎             |
| 2021年 | 萬千星輝頒獎典禮2021 最佳女主角                                  | 《失憶24小時》                                                                    | 提名             |
| 2021年 | 萬千星輝頒獎典禮2021 最佳女主角                                  | 《一笑渡凡間》                                                                    | 提名             |
| 2021年 | 萬千星輝頒獎典禮2021 最受歡迎電視女角色                          | 《一笑渡凡間》                                                                    | 提名             |
| 2021年 | 萬千星輝頒獎典禮2021 馬來西亞最喜愛 TVB 女主角                   | 《失憶24小時》                                                                    | 提名             |
| 2021年 | 萬千星輝頒獎典禮2021 馬來西亞最喜愛 TVB 女主角                   | 《一笑渡凡間》                                                                    | 提名             |
| 2021年 | 觀眾在民間電視大獎2021 民選最佳女主角                            | 《一笑渡凡間》                                                                    | 提名             |
| 2021年 | 觀眾在民間電視大獎2021 民選飛躍進步女藝員                        | 《失憶24小時》 《一笑渡凡間》                                                     | 提名             |
| 2022年 | Yahoo! 搜尋人氣大獎2022 熱搜本地男女藝人或組合                   | 不適用                                                                            | 頭100位          |
| 2022年 | Yahoo! 搜尋人氣大獎2022 人氣票后10強                               | 不適用                                                                            | 10強             |
| 2022年 | 萬千星輝頒獎典禮2022 最佳女主角                                  | 《雙生陌生人》                                                                    | 提名             |
| 2022年 | 萬千星輝頒獎典禮2022 最受歡迎電視女角色                          | 《雙生陌生人》                                                                    | 提名             |
| 2022年 | 萬千星輝頒獎典禮2022 馬來西亞最喜愛 TVB 女主角                   | 《雙生陌生人》                                                                    | 提名             |
| 2022年 | 觀眾在民間電視大獎2022 民選最佳女主角                            | 《雙生陌生人》                                                                    | 提名             |
| 2022年 | 觀眾在民間電視大獎2022 民選飛躍進步女藝員                        | 《金宵大廈2》 《雙生陌生人》                                                      | 提名             |
| 2023年 | 萬千星輝頒獎典禮2023 最佳女主角                                  | 《隱門》                                                                          | 提名             |

## 外部連結
- 湯洛雯的Facebook專頁
- 湯洛雯的新浪微博
- 湯洛雯的Instagram帳戶
- 湯洛雯的小紅書帳戶
- 湯洛雯在时光网上的簡介（简体中文）
- 湯洛雯在豆瓣上的资料（简体中文）
- 2012年度香港小姐競選佳麗檔案：湯洛雯